# Festival Internacional de Benicàssim

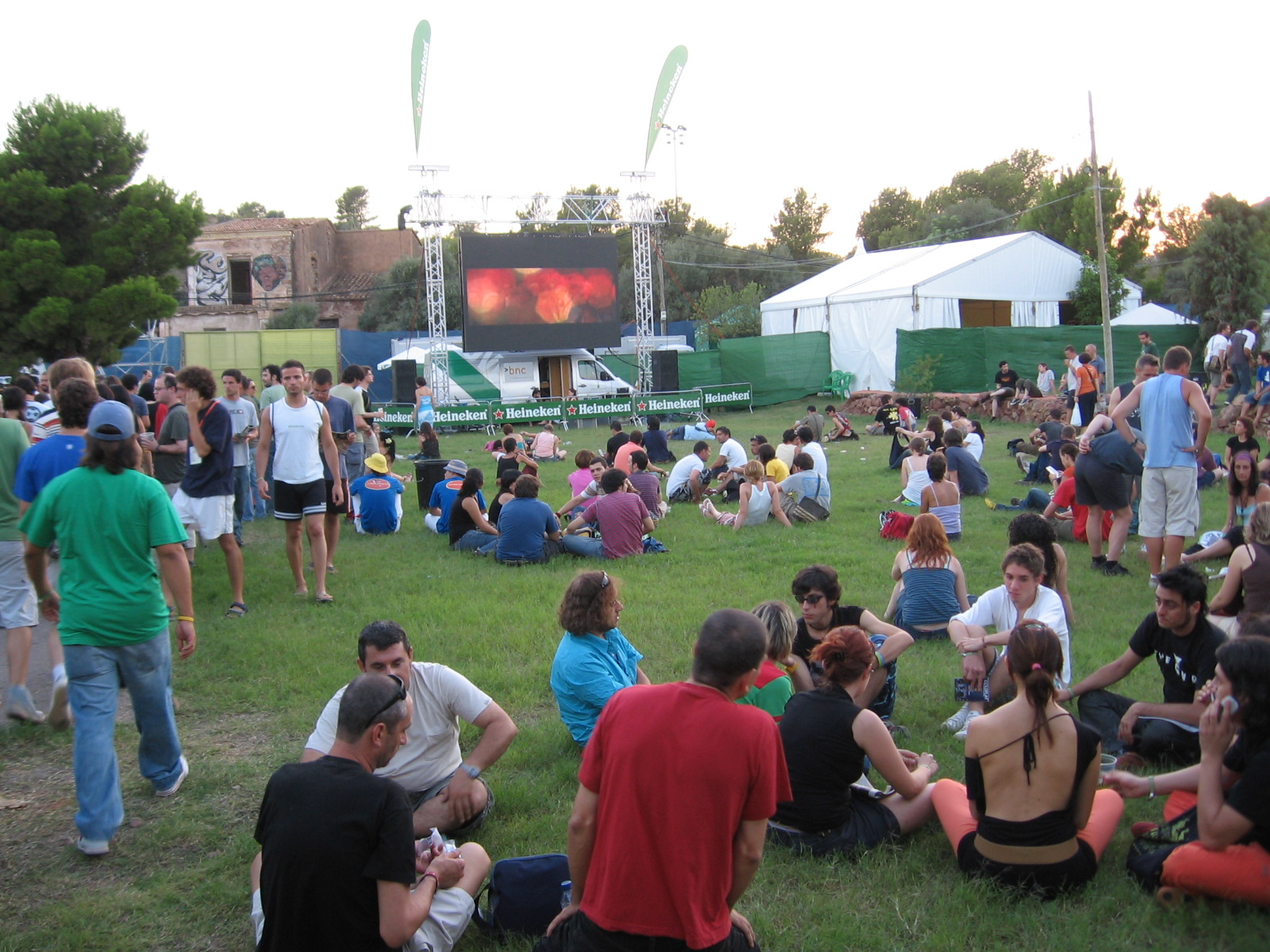
Giovani al Festival Internacional de Benicàssim del 2005

Il Festival Internacional de Benicàssim, abbreviato in FIB, è il più importante festival di musica marcatamente indie in Europa e tra i più rilevanti del mondo. Si svolge ogni anno dal 1995 nella città spagnola di Benicàssim, nella Comunità Valenciana,  sulla costa dell'Azahar.
Si concentra sul pop, sul rock. Oltre alla musica generalmente definita indie ampie concessioni in cartellone sono per la musica elettronica.
All'evento sono affiancati "festival nel festival" di corti cinematografici, danza, moda.
Le prime undici edizioni (fino a quella del 2005 compresa) si sono svolte nel mese di agosto a Benicàssim.
Dal 2006 il festival ha luogo in luglio.

## Edizioni e artisti partecipanti
1995 : Lancio del festival. I concerti (The Charlatans, Cranes...) si svolgono nello stadio cittadino, di fronte a 7.000 spettatori.
1996 : The Stone Roses, The Jesus and Mary Chain, Orbital...
1997 : The Chemical Brothers, Suede... Un violento temporale provoca danni al palco e l'annullamento del concerto dei Blur.
1998 : Sonic Youth, PJ Harvey, Björk, Fatboy Slim...
1999 : Blur, Suede, Massive Attack... Il festival si trasferisce presso un nuovo sito, in grado di accogliere 30.000 spettatori.
2000 : Oasis, Morcheeba, Placebo, Nada Surf, Richard Ashcroft...
2001 : James, Manic Street Preachers, Pulp, The Flaming Lips, PJ Harvey, Mercury Rev, Ash...
2002 : The Cure, Radiohead, Sigur Rós, Primal Scream, Suede, Paul Weller, Muse, The Chemical Brothers...
2003 : Blur, Beck, Moby, Suede, Placebo, Travis, Badly Drawn Boy, The Coral, Super Furry Animals, Moloko, Death in Vegas, Donovan, Calexico, Groove Armada...
2004 : Kraftwerk, Brian Wilson, Lou Reed, Morrissey, The Chemical Brothers, The Dandy Warhols, Franz Ferdinand, Air, LCD Soundsystem, Ash, Yann Tiersen. Annullano i loro concerti David Bowie e Morrissey, troppo tardivamente per essere rimpiazzati.
2005 : The Cure, Keane, Oasis, Mando Diao, The Kills, Kaiser Chiefs, Nick Cave, Hot Hot Heat, Kasabian, Maxïmo Park.
2006 : Il festival si svolge dal 20 al 23 luglio. Depeche Mode, Franz Ferdinand, Morrissey, The Strokes, Placebo, Pixies, Madness, 2 Many DJ's, Ellen Allien & Apparat, Nathan Fake, James Holden...
2007 : Il festival si svolge dal 19 al 22 luglio. Arctic Monkeys, Iggy Pop & The Stooges, The B-52's, Muse, The Hives, The Rapture, Klaxons, CSS, !!!, Calexico, Wilco, Dinosaur Jr., Kings of Leon, Black Rebel Motorcycle Club, The Go! Team, Cassius, The Pipettes, Antony and the Johnsons e Rufus Wainwright.
2008 : Leonard Cohen, Mika, Babyshambles, My Bloody Valentine, Siouxsie Sioux, Justice, Moriarty. Il 19 luglio a Madrid il festival vive una data extra con Morrissey, My Bloody Valentine, Mika, Siouxsie Sioux e Babyshambles.
2009 : Il festival si svolge dal 16 al 19 luglio. Oasis, The Killers, Elbow, Franz Ferdinand, Kings of Leon, Peter Doherty, Laurent Garnier, Anni B Sweet...
2010 : Kasabian, Vampire Weekend, The Prodigy, Gorillaz, Ray Davies, Dizzee Rascal, Julian Casablancas, Hot Chip, Foals, Goldfrapp, Calvin Harris, Ash, Ian Brown, The Specials, Klaxons, Los Ilegales...
2011 : Il festival si svolge dal 14 al 17 luglio. Mumford and Sons, Portishead, Arctic Monkeys, The Strokes, Arcade Fire, Primal Scream, Elbow, Beirut, Friendly Fires ...
2012 : Il festival si svolge dal 12 al 15 luglio. Bob Dylan, The Stone Roses, New Order, Florence and the Machine, Crystal Castles, The Vaccines, Bombay Bicycle Club, The Horrors, The Maccabees...
2013 : Il festival si svolge dal 18 al 21 luglio. Arctic Monkeys, Queens of the Stone Age, The Killers, Kaiser Chiefs, Primal Scream, Beady Eye, Black Rebel Motorcycle Club, Miles Kane, Dizzee Rascal, La Roux, Jake Bugg, Beach House, Johnny Marr...
2014 : The Libertines, Lily Allen, Razorlight, Kasabian, Tinie Tempah, Ellie Goulding, Jake Bugg, Chase and Status, M.I.A, Katy B, Tame Impala, Manic Street Preachers, James, Klaxons, The Courteeners, Sub Focus, Of Montreal, The Charlatans, The Presidents of the United States of America, The 1975, Kodaline, Telegram...